# Монстры-коммандос
«Мо́нстры-комма́ндос» (англ. Creature Commandos) — американский анимационный супергеройский телесериал, основанный на комиксах DC Comics о команде Монстров-коммандос и рассчитанный на взрослую аудиторию. Первый сериал в рамках медиафраншизы «Вселенная DC», созданный компаниями DC Studios и Warner Bros. Animation. Сюжет рассказывает о секретном спецотряде монстров, собранном Амандой Уоллер. Сценарист всех эпизодов — Джеймс Ганн, шоураннер проекта — Дин Лори, а главный режиссёр — Ив «Балак» Бижерель.
Главные роли в мультсериале озвучили Индира Варма, Шон Ганн, Алан Тьюдик, Зои Чао, Дэвид Харбор и Фрэнк Грилло. После того как Джеймс Ганн и Питер Сафран стали главами DC Studios в октябре 2022 года, Джеймс начал работу над новым сериалом в рамках «Вселенной DC», а в январе 2023 года он объявил о том, что проект получил название «Монстры-коммандос». К тому моменту уже началось производство и велись поиски актёров. В том же апреле появилась информация об актёрском составе. За анимацию в мультсериале отвечала студия Bobbypills.
Мультсериал «Монстры-коммандос» выходит на стриминговом сервисе Max с 5 декабря 2024 года по 16 января 2025 года. Он стал первым проектом первой главы «Вселенной DC» под названием «Боги и монстры».

## Синопсис
После событий первого сезона сериала «Миротворец» (2022) Аманде Уоллер больше нельзя отправлять людей на опасные тайные операции, чем она занималась во время работы с Отрядом самоубийц / Отрядом Икс и командой Миротворца. Вместо этого она собирает секретный отряд, состоящий из различных чудовищ и известный как Монстры-коммандос / Отряд M.

## Роли озвучивали

### Главные герои
- Индира Варма — Невеста:
Член «Монстров-коммандос»[3][4]. В комиксах у героини четыре руки, но в мультсериале у неё две руки, чтобы аниматорам было проще её изображать и чтобы актрисе было легче исполнять её роль в игровом кино[5][6]. По мнению создателя проекта Джеймса Ганна, актёрская игра Вармы раскрывает героиню с новой стороны и гармонично смотрится в тандеме с Франкенштейном, озвученным Дэвидом Харбором[7].
- Шон Ганн —
  - G.I. Робот:
Член «Монстров-коммандос» и военный андроид, созданный для борьбы с нацистами[3][8][9]. По сюжету мультсериала G.I. Робот чувствовал себя как дома лишь во времена Второй мировой войны. Джеймс Ганн сказал, что персонаж обладает «милой, механистической простотой», которой тот не замечал до того момента, когда героя начал озвучивать его брат Шон[10]. На ранних набросках дизайна персонаж был похож на мусорное ведро и роботов из научной фантастики 1950-х годов, но в итоге создатели остановились на «более дружелюбном [дизайне], с широко раскрытыми глазами»[11].
  - «Джон Доу» / Ласка: член «Монстров-коммандос» и «Отряда самоубийц»[3][12], которого сравнивают с Тасманским дьяволом из «Looney Tunes»[5]. Ганн сказал, что в сериале будет исследована предыстория Ласки[9].
- Алан Тьюдик —
  - Алекс Сарториус / Доктор Фосфор: член «Монстров-коммандос», постоянно испускающий радиоактивное излучение[3][8]. Аниматоры изначально хотели, чтобы форма его скелета менялась каждый раз, когда он выражает свои эмоции, но затем решили, что их отсутствие подходит персонажу[6]. Они добавили эффект «точек Кирби[англ.]» в пылающую кожу персонажа[11].
  - Уильям Магнус: учёный из 1960-х годов. Для своего выступления Тьюдик вдохновлялся режиссёром Майком Николсом[13].
  - Глиноликий: злодей, способный менять свою форму. Тьюдик ранее озвучивал версию этого персонажа в мультсериале DC «Харли Квинн» (2019—наст. время), и он был рад озвучивать одного и того же персонажа двумя разными способами: версия из «Харли Квинн» является «придурком» с большим количеством комедийных элементов, в то время как версия из «Монстров-коммандос» является «маньяком-убийцей»[14].
- Зои Чао — Нина Мазурски: член «Монстров-коммандос» и учёный-амфибия[3][8].
- Дэвид Харбор — Эрик Франкенштейн:
Член «Монстров-коммандос» и возлюбленный Невесты[3][8], которого Харбор назвал «очень ярким»[15]. Лишив персонажа таких основных черт, как «неуклюжесть и грубость», которыми он обладал в романе Мэри Шелли «Франкенштейн, или Современный Прометей» (1818), Ганн понял, что Эрик Франкенштейн оказался хорошо прописанным и интеллектуальным героем, хоть им и движут ярость, гнев, неспособность быть настоящим человеком и невзаимная любовь[10]. Аниматоры придали персонажу более сложные эмоции и более мягкий силуэт, чтобы лучше отразить игру Харбора[11].
- Фрэнк Грилло — Рик Флаг-старший:
Генерал и лидер отряда «Монстры-коммандос»[16]. По словам Грилло, Флаг-старший является компетентным лидером и обладает бо́льшим авторитетом, чем его сын, лидер Отряда самоубийц Рик Флаг-младший[16][17]. Ганн сказал, что Флаг-старший является морально сложным персонажем, и что это будет исследовано с «разных сторон» в нескольких проектах DCU[18].

### Персонажи второго плана
- Мария Бакалова — Принцесса Илана Ростович:
Наследница трона Поколистана[19]. Создатель Джеймс Ганн разрабатывал персонажа, держа в голове Бакалову, в том числе и то, что она должна быть болгаркой, как и актриса. Бакалова была первой актрисой, получившей роль во «Вселенной DC»[20].
- Аня Чалотра — Кирка[21] (в других переводах Цирцея)[22]: беглая чародейка-амазонка, которая стремится стать правительницей своей родины, Фемискиры[23][24].
- Виола Дэвис — Аманда Уоллер: директор А.Р.Г.У.С., которая формирует «Монстров-коммандос» в качестве замены Отряду самоубийц[1].
- Юлиан Костов — 
  - Алексий: капитан Аметистовых рыцарей, который служит Ростович, пока его не убивает Доктор Фосфор[25]
  - Сергей: второй капитан Аметистовых рыцарей, который заменяет Алексия после его смерти[25]
- Стефани Беатрис — Айла МакФирсон: профессор, специализирующийся на изучении Фемискиры[26]
- Стив Эйджи[англ.] — Джон Экономос: агент правительственной организации А.Р.Г.У.С. и помощник Аманды Уоллер[3]

### Гости
- Питер Серафинович — Виктор Франкенштейн: учёный, живший в XIX веке и создавший Эрика и Невесту, а также любовник последней, убитый Эриком из ревности[13]
- Майкл Рукер — Сэм Фитцгиббон: коллекционер антиквариата и член неонацистской группировки, убитый G.I. Роботом в 1990-х годах[27]
- Мори Стерлинг — Сержант Рок: член роты Easy[28]
- Пол Бен-Виктор — Бульдозер: член роты Easy[28]
- Робби Дэймонд[англ.] — Маленький Верный Выстрел: член роты Easy[28]
- Линда Карделлини — Элизабет Бэйтс: адвокат Ласки[7].
- Джейсон Конописос — Конгорилла: говорящая горилла с жёлтым мехом и заключенный Белль-Рив, которого Невеста убивает, когда он оскорбляет Нину[29]
- Шохре Агдашлу — мадам Гюров: владелица борделя в Поколистане[30]
- Бенджамин Байрон Дэвис[англ.] — Руперт Торн: гангстер из Готэм-Сити, ответственный за трансформацию Доктора Фосфора[31][30]
- Грегг Генри — Эдвард Мазурски: учёный из Стар-Сити и отец Нины[32]
- Джой Османски[англ.] — Лили Мазурски: мать Нины и жена Эдварда
- Дидрих Бадер — Нанауэ / Король Акул:
Гибрид человека и акулы, который является заключённым Белль-Рив и членом Отряда самоубийц и второго состава Оперативной группы M. Ранее персонажа озвучивал Сильвестр Сталлоне в «Отряде самоубийц: Миссия навылет».

Кроме того, несколько персонажей DC Comics появляются в сериале, хотя они не говорят ни слова. Среди них: Супермен, Бэтмен, Чудо-женщина, Девушка-ястреб, Миротворец, Линчеватель, Синий Жук, Бустер Голд, Старфайр, Мистер Террифик, Зелёный Фонарь, Супергёрл, Робин, Флэш и Дзюдомастер; члены роты Easy Дикарь, Четырёхглазый и Канарейка; заключённые Белль-Рив Животно-растительно-минеральный человек, Багровая многоножка, Лохматый человек, Рыбак, Носферата, Халис, Эгг Фу, Пучеглазый Бандит и Химио; и суперзлодей Горилла Гродд.

## Список серий
| № | Название                                                   | Режиссёр    | Автор сценария | Дата премьеры   |
| --- | ---------------------------------------------------------- | ----------- | -------------- | --------------- |
| 1 | «Мандраж» «The Collywobbles»                               | Мэтт Питерс | Джеймс Ганн    | 5 декабря 2024  |
| В 2023 году на вымышленную страну Поколистан нападает волшебница Кирка и её последователи, «Сыны Фемискиры». В ответ на это глава организации А.Р.Г.У.С. Аманда Уоллер поручаёт генералу Рику Флагу-старшему отправиться в Поколистан и помочь наследнице престола Илане Ростович остановить Кирку. Поскольку Конгресс запретил деятельность программы «Отряд Икс» из-за того, что двумя годами ранее были поставлены под удар жизни людей, Уоллер собирает команду из нелюдей, содержащихся в тюрьме «Белль-Рив»; в новый спецотряд под кодовым названием «Отряд М» входят Невеста, Доктор Фосфор, G.I. Робот, Ласка и Нина Мазурски. После знакомства с Ростович Флаг и его товарищи остаются у неё в замке и принцесса начинает оказывать Флагу знаки внимания. Той же ночью Фосфор пытается стащить у Флага пульт дистанционного управления, позволяющий Флагу бить монстров током в случае неповиновения. Это выливается в драку, в которой Флаг одерживает победу. Тем временем Невеста уходит из замка и вместе с последовавшей за ней Ниной едет в заброшенное имение, где, по её словам, она родилась. Живущая близ поместья пожилая женщина сообщает о прибытии Невесты Эрику Франкенштейну. |                                                            |             |                |                 |
| 2 | «Колье с турмалином» «The Tourmaline Necklace»             | Сэм Лью     | Джеймс Ганн    | 5 декабря 2024  |
| В 1831 году Эрик просит своего создателя Виктора Франкенштейна создать для него невесту из женских останков. После успешного опыта Виктор учит Невесту нормально разговаривать и функционировать, что не нравится Эрику. Несмотря на знаки внимания со стороны монстра, Невеста боится его, из-за чего Эрик сбегает из дома. Спустя время Виктор дарит Невесте колье с турмалином посередине. Они влюбляются друг в друга и занимаются сексом. Их за этим застаёт Эрик, который вскоре убивает Виктора, после чего Невеста на него нападает. В ходе драки поместье Виктора сгорает, а Невеста сбегает. На протяжении следующих полутора веков Эрик следует за Невестой по всему миру, несмотря на то, что она всегда его отвергает. В наше время Илана соблазняет Флага, и они занимаются сексом. Тем временем Невеста и Нина ищут колье в поместье Виктора. На них нападает Кирка, которой её последователи сообщили о местонахождении напарниц. Невеста и Кирка вступают в бой, в котором последняя побеждает. Нина связывается с Флагом и запрашивает подкрепление, но один из «Сынов» стреляет в её шлем и разбивает его, отчего Нина задыхается. После этого «Сыны» берут Нину и Невесту в плен. |                                                            |             |                |                 |
| 3 | «Да здравствует Железный дровосек» «Cheers to the Tin Man» | Мэтт Питерс | Джеймс Ганн    | 12 декабря 2024 |
| Во флешбэках G.I. Робот присоединяется к отряду Easy Company, бок о бок с бойцами которого проходит Вторую мировую войну. В 1960-х годах правительство Соединенных Штатов передает списанного G.I. ученому Уиллу Магнусу для изучения. В 1990-х годах G.I. находит в антикварном магазине коллекционер Сэм Фицгиббон, который забирает его к себе домой. В конце концов G.I. узнает, что Сэм является частью неонацистской группировки, и исполняет своё назначение: убивать всех нацистов и их союзников. После убийства Сэма и других неонацистов G.I. арестовывают и приговаривают к тюремному заключению в Белль-Рив. В настоящем времени «Отряд M» прибывает в особняк Виктора и спасает Нину и Невесту, но Флаг понимает, что это была уловка Кирки и «Сынов», чтобы те смогли напасть на замок Ростович. Команда возвращается в осаждённый замок, но с помощью G.I. быстро расправляется с «Сынами». Кирка уничтожает G.I. и почти убивает Ростович, прежде чем её останавливают Ласка и Фосфор. Побежденная Кирка заявляет, что, остановив её, «Отряд М» обрёк мир на гибель. |                                                            |             |                |                 |
| 4 | «В погоне за белками» «Chasing Squirrels»                  | Сэм Лью     | Джеймс Ганн    | 19 декабря 2024 |
| Во флешбэках Ласка встречает восьмерых школьников и заводит с ними дружбу. Старик пытается убить его, считая, что он представляет для детей угрозу. В завязавшейся драке старик устраивает взрыв, который убивает его и большинство детей. Ласка пытается спасти последнего ребёнка, но его арестовывают и обвиняют в смерти детей, а ребёнок умирает. В настоящем «Отряд М» возвращается в «Белль-Рив», где Флаг, Уоллер и агент А.Р.Г.У.С. Джон Экономос допрашивают Кирку, которая показывает Уоллер видение апокалиптического будущего, в котором Ростович и её армия свергают различные государства и убивают Лигу Справедливости. После того как профессор Айла Макфирсон подтверждает, что Кирка говорит правду, Уоллер приказывает Флагу вернуться с «Отрядом М» в Поколистан, чтобы убить Ростович. Когда он отказывается, Уоллер поручает Невесте возглавить команду вместо Флага. Флаг возвращается домой, где попадает в засаду, устроенную Эриком, который тайно следил за «Отрядом М» и решил, что Невеста влюблена во Флага. Флаг проясняет всю ситуацию, после чего они с Эриком соглашаются работать вместе, чтобы помешать «Отряду М» убить Илану и воссоединить Эрика с Невестой. |                                                            |             |                |                 |
| 5 | «Железная кастрюля» «The Iron Pot»                         | Мэтт Питерс | Джеймс Ганн    | 26 декабря 2025 |
| В 1831 году, после инцидента в особняке Виктора, Эрика находит Богдана — старая знахарка, которая выхаживает его. После полного выздоровления Эрик отправляется на поиски Невесты, несмотря на попытки Богданы убедить его, что его чувства не взаимны. В результате Эрик убивает Богдану, чтобы ей не пришлось жить одной. В настоящем Эрик и Флаг обыскивают дом Макфирсон и находят её труп, что приводит их к выводу, что Макфирсон, которая разговаривала с Уоллер, была самозванкой. Флаг звонит Ростович и предупреждает её о том, что «Отряд М» возвращается, чтобы убить её. После этого в дом возвращается фальшивая Макфирсон, которая оказывается замаскированным суперзлодеем по прозвищу Глиноликий. Флаг и Эрик пытаются сбежать, но Глиноликий ловит их. Завязывается битва, в которой Эрик побеждает Глиноликого с помощью электрических проводов, но Флаг получает тяжёлые ранения. Прежде чем потерять сознание, Флаг убеждает Эрика рассказать Невесте правду. Тем временем Ростович приказывает своей армии задержать «Отряд М», который разделяется во время боя. |                                                            |             |                |                 |
| 6 | «Друг-скелет» «Priyatel Skelet»                            | Сэм Лью     | Джеймс Ганн    | 2 января 2025   |
| Во флешбэках учёный-ядерщик Алекс Сарториус получает финансирование от криминального авторитета Руперта Торна для разработки лекарства от рака с помощью ядерного синтеза. Однако Алекс понимает его истинные намерения и предаёт его. Узнав об этом, Торн убивает семью Алекса, обвиняет его в преступлениях и пытается убить Алекса с помощью его ядерного оборудования. Вместо этого Алекс становится радиоактивным метачеловеком. Он берёт себе прозвище «Доктор Фосфор», убивает Торна и захватывает его криминальную империю, пока Фосфора не ловит Бэтмен и он не попадает в «Белль-Рив». В настоящем Эрик доставляет Флага в больницу и угоняет частный самолёт, чтобы добраться до Поколистана. В это же время Фосфор встречает девочку из Поколистана, которая напоминает ему его сына, а Невеста и Нина находят убежище в борделе. В другом месте Ласка убегает в лес, где заводит дружбу со стаей волков, а затем покидает их, чтобы найти Ростович, которая напоминает ему одного из детей, с которыми он подружился много лет назад. Пока Ростович собирает свои силы, члены «Отряда М» воссоединяются у её замка. |                                                            |             |                |                 |
| 7 | «Очень забавный монстр» «A Very Funny Monster»             | Мэтт Питерс | Джеймс Ганн    | 9 января 2025   |
| Во флешбэках показана жизнь Нины: она рождается с лёгкими снаружи своего тела. Её отец Эдвард собирает прибор, который позволяет дочери дышать, а после ставит на ней эксперимент, чтобы спасти её, что превращает девочку в водоплавающего мутанта. Спустя несколько лет домашнего обучения отец отдаёт дочь в частную школу, чтобы помочь ей с социализацией. Однако другие ученики издеваются над ней, вследствие чего Нина сбегает из дома и живёт в канализации Стар-Сити, пока её не ловит полиция. Эдвард пытается вмешаться, но его убивают. В настоящем Эрик находит «Отряд М», но Невеста стреляет в него и оставляет умирать. Обнаружив Ростович, Невеста поручает Нине убить её, однако Ласка выдаёт отряд и Ростович убивает Нину. Оставшихся членов отряда собираются арестовать, но в последний момент с ними связывается Уоллер, узнавшая о вмешательстве Глиноликого. Позднее Невеста наедине рассказывает Ростович, что поняла, как та планировала с помощью Глиноликого обмануть Уоллер и Флага, после чего убивает принцессу. Позднее собирается новый «Отряд М», в состав которого входят Невеста, Фосфор, Носферата, Халис, Ласка, восстановленный G.I. и Король Акул. В сцене после титров Эрик оправляется от своих ран и находит убежище в доме женщины, живущей близ поместья Виктора. |                                                            |             |                |                 |

## Производство

### Предыстория
В октябре 2018 года Джеймс Ганн получил должность режиссёра фильма «Отряд самоубийц: Миссия навылет» (2021), самостоятельного сиквела входящего во франшизу «Расширенная вселенная DC» фильма «Отряд самоубийц» (2016), в котором вернулись некоторые актёры из оригинала, но была рассказана новая история. Ганн работал в сотрудничестве с продюсером Питером Сафраном, который ранее продюсировал фильмы DCEU «Аквамен» (2018) и «Шазам!» (2019). Позднее они создали для стримингового сервиса HBO Max сериал «Миротворец» (2022—наст. время), спин-офф «Миссии навылет». В апреле 2022 года Discovery, Inc. и материнская компания Warner Bros. WarnerMedia слились воедино, образовав конгломерат Warner Bros. Discovery, главой которого стал Дэвид Заслав. Новая компания собиралась организовать «перестройку» DC Entertainment, и Заслав начал поиски человека, который, аки президент Marvel Studios Кевин Файги, занял бы пост главы новой дочерней компании. В конце октября 2022 года Ганн и Сафран стали председателями и главами новообразованной компании DC Studios. Через неделю после вступления в должности они совместно с командой сценаристов начали работу над многолетним планом новой франшизы, получившей название «Вселенная DC» и представляющей собой «мягкую перезагрузку» «Расширенной вселенной DC». По словам Ганна и Сафрана, во «Вселенной DC» вернутся некоторые актёры из «Миссии навылет» и «Миротворца», а у персонажей останутся воспоминания о событиях этих проектов.

### Разработка
Ганн обсуждал создание анимационного сериала для Max, преемника HBO Max, после успеха «Миротворца». Он, без какого-либо договора, написал семисерийный сериал, основанный на команде монстров «Монстры-коммандос» из комиксов DC Comics. После того, как его наняли руководить DC Studios, Ганн дал проекту зелёный свет. 31 января 2023 года Ганн и Сафран представили первые проекты из своего списка работ «Вселенной DC», которая начинается с первой главы, получившей название «Боги и монстры». Первым проектом стал «Монстры-коммандос», который, как ожидалось, выступит в качестве «аперитива» в рамках «Вселенной DC» перед фильмом «Супермен» (2025), причём в этом фильме появятся некоторые персонажи из сериала. Ганн сказал, что сериал является неотъемлемой частью их видения DCU, подтверждая тот факт, что в разных проектах франшизы к персонажам будет одинаковое отношение. В производстве также принимает участие студия Warner Bros. Animation. Исполнительными продюсерами мультсериала являются Ганн и Сафран из DC Studios и Сэм Реджистер и Дин Лори из Warner Bros. Animation. Лори выступал в качестве шоураннера сериала, в то время как Ив «Балак» Бижерель — в качестве главного режиссёра, а Рик Моралес из Warner Bros. Animation — в качестве главного продюсера. Описывая своё участие в производстве, Ганн сказал, что команда взяла его сценарии и создала «изначально хороший» сериал, для которого он предложил некоторые улучшения.
К ноябрю 2024 года Лори и Ганн обсуждали возможный выход второго сезона, но Лори сказал, что это зависит от того, будет ли у Ганна время написать больше сценариев. Ганн сказал, что хотел бы, чтобы Лори и другие, кто работал над первым сезоном, вернулись, даже если история продолжится в другом формате, например, в фильме про Монстров-коммандос, а не во втором сезоне.

### Написание сценария
Созданный Дж. М. Дематтейсом и Пэтом Бродериком и дебютировавший в 93-м выпуске серии Weird War Tales (1980), отряд Монстров-коммандос сражался с нацистами во времена Второй мировой войны. Мультсериал расскажет о современной версии команды, собранной Амандой Уоллер после событий первого сезона «Миротворца». Другое название команды — «Отряд М» (англ. Task Force M), где буква М означает «монстр». В состав отряда входят Рик Флаг-старший, Нина Мазурски, Доктор Фосфор, Эрик Франкенштейн, Невеста Франкенштейна, G.I. Робот и Ласка. По словам Ганна, основным персонажем сериала будет Невеста Франкенштейна. Уоллер, Ласка и сын Флага, Рик Флаг-младший, появлялись ранее в «Миссии навылет».
Каждый эпизод посвящён одному члену команды, как в сериале «Остаться в живых» (2004—2010). В своём питч-деке по мультсериалу Ганн описал его как «юморной, но ни в коем случае не дурацкий» и не сентиментальный, и отметил, что в нём также присутствуют взрослые и политические темы. Источниками вдохновения он назвал классические фильмы ужасов от Universal, мангу Golgo 13 и военные фильмы 1960-х годов. Разрабатывая образы Франкенштейна и его Невесты, Ганн вдохновлялся оригинальным романом Мэри Шелли «Франкенштейн, или Современный Прометей» (1818), а не его экранизацией 1931 года. Грилло назвал проект «по-настоящему взрослым», где присутствуют «забавный и грязный» тон и «очень взрослые» секс-сцены. Моралес описал его как «жуткий взгляд» на такие боевики, как фильм «Грязная дюжина» (1967) и сериал «Команда „А“» (1983—1987). Ганн сравнил мультсериал с «Миссией навылет» и своим фильмом из Кинематографической вселенной Marvel (КВМ) «Стражи Галактики» (2014), отметив, что оба этих проекта рассказывают об «изгоях, необычных типах и придурках», однако «Монстры-коммандос» менее сентиментальны, чем «Стражи Галактики», поскольку у этих команд совершенно разные моральные принципы.

### Кастинг

Промо-арт, показанный во время анонса проекта и демонстрирующий главных героев. Слева направо: Рик Флаг-старший, Нина Мазурски, Доктор Фосфор, Франкенштейн, Невеста Франкенштейна, G.I. Робот и Ласка

Ганн и Сафран заявили, что во «Вселенной DC» Виола Дэвис вернётся к роли Уоллер, исполненной ей в «Миссии навылет» и «Миротворце», и вместе с анонсом мультсериала подтвердили её участие в озвучке. На тот момент активно велись поиски актёров на главные роли, причём Ганн и Сафран планировали найти таких актёров, которые и озвучили бы персонажей в мультсериале, и сыграли бы их в игровых проектах DCU; актёрам пришлось проходить кастинг перед камерой, а не предоставлять свои работы по озвучке, как это принято в анимации. К концу февраля 2023 года процесс кастинга был практически завершён.
В апреле был объявлен актёрский состав: Фрэнк Грилло в роли Флага; Мария Бакалова в роли принцессы Иланы Ростович, оригинального персонажа, созданного специально для мультсериала; Зои Чао в роли Нины Мазурски; Алан Тьюдик в роли доктора Фосфора; Дэвид Харбор в роли Франкенштейна; Индира Варма в роли Невесты Франкенштейна; Шон Ганн в ролях G.I. Робота и Ласки (его роль из «Миссии навылет»); а Стив Эйджи вновь исполняет свою роль Джона Экономоса из «Миссии навылет» и «Миротворца». Джеймс Ганн сказал, что изначально видел в роли Франкенштейна Харбора, и что он изначально задумывал, что некоторые из актёров, среди которых Грилло, должны будут появиться в игровых проектах DCU. Ганн хотел поработать с Грилло некоторое время и сказал, что «найдёт что-нибудь классное» для Грилло в DCU, что привело к тому, что его взяли на роль Флага-старшего в нескольких проектах. К маю 2023 года начался процесс записи актёров, а завершился он к августу того же года. Во время записи основных актёров Ганн был режиссёром озвучивания.
В ноябре 2023 года в сети появилась информация о том, что Аня Чалотра получила роль персонажа по имени Кирка, а в январе 2024 года Ганн подтвердил эту информацию. В октябре того же года стало известно, что Майкл Рукер, Линда Карделлини, Грегг Генри, Питер Серафинович и Бенджамин Байрон Дэвис получили роли в сериале, при этом было подтверждено, что Байрон Дэвис озвучит Руперта Торна. В следующем месяце Тьюдик сообщил, что он озвучил Глиноликого, которого он ранее озвучивал в мультсериале DC «Харли Квинн» (2019—наст. время). Когда Ганн сказал Тьюдику, что он вновь будет озвучивать персонажа, Тьюдик уже собирался спросить, можно ли ему будет это сделать.

### Анимация и дизайн
К концу января 2023 года производство мультсериала уже началось. Ганн назвал анимацию способом «рассказывать большие истории», не тратя при этом большие деньги на проект. Над анимацией к эпизодам работала студия Bobbypills. К февралю 2024 года, по словам Ганна, студия уже была «на финальном этапе работы», оставив далеко позади создание аниматиков и фиксацию изображения. Мультсериал придерживается требований Ганна по созданию целостной DCU, где персонажи и локации будут перекочёвывать из проекта в проект и будут знакомы зрителям. Изначально дизайнеры переработали образ тюрьмы «Белль-Рив», превратив её в «красивое готичное место на вершине холма», однако Ганн сказал им, что она должна соответствовать дизайну «унылого, скучного здания», что можно заметить в «Миссии навылет». Новые локации, такие как особняк Франкенштейна, носят дизайн, более близкий к оригинальному дизайну «Белль-Рив». Несмотря на это, в октябре 2024 года Ганн заявил, что он «не навязывает DCU никакой общей эстетики» и хочет, чтобы каждый проект был «самобытным». Лори сказал, что сериал выдержан в восточноевропейском стиле, который был приземлённым, но стилизованным, и он отличался от «Харли Квинн».

### Музыкальное сопровождение
Саундтрек к мультсериалу написали Кевин Кайнер и Клинт Мэнселл, ранее работавшие над первым сезоном «Миротворца». Заглавная тема мультсериала — песня «Moliendo café» венесуэльского музыканта Уго Бланко. При разработке сериала Ганн создал «музыкальную доску настроения», вдохновившись работами групп Gogol Bordello и The Dresden Dolls.

## Рекламная кампания
Балак и Моралес провели презентацию мультсериала в рамках Международного фестиваля анимационных фильмов в Анси. Ганн не смог приехать на мероприятие, поскольку был занят съёмками «Супермена», однако на презентации было показано его видеообращение. На фестивале показали две сцены из раскадровок, а также дизайн персонажей и локаций. Рафаэль Мотамайор из /Film и Кэмбол Кэмпбелл из Animation Magazine раскритиковали видеообращение Ганна, назвав его скучным и слишком сосредоточенным на корпоративной стратегии. Оставшуюся часть презентации и показанные кадры они восприняли более положительно, но при этом выразили обеспокоенность из-за того, что потребности более широкой «Вселенной DC» ставятся выше того, что лучше для мультсериала; Мотамайор сказал, что переход от нового дизайна «Белль-Рив» к более похожему на дизайн из «Миссии навылет» был встречен «ощутимым разочарованием» во время презентации. Оба журналиста высоко оценили другие элементы дизайна. Кэмпбелл надеялся, что творческие замыслы Балака и Bobbypills проявятся в финальной версии проекта более ярко, чем потребности корпоративной синергии.

## Премьера
Двухсерийная премьера мультсериала «Монстры-коммандос» состоялась 5 декабря 2024 года на стриминговом сервисе Max. Остальные эпизоды будут выходить еженедельно вплоть до 9 января 2025 года. Проект является частью первой главы «Вселенной DC» под названием «Боги и монстры».

## Комментарии
1. ↑  События эпизода «Снова-корова» сериала «Миротворец».